# Armando Migliari
Armando Migliari (Frosinone, 29 aprile 1887 – Roma, 15 giugno 1976) è stato un attore italiano.

## Biografia
In teatro esordì nel 1908 come attor giovane brillante nella compagnia di Amedeo Chiantoni, successivamente recita con Armando Falconi, Anna Fontana e Aristide Baghetti, negli anni '20 si unisce con Dora Menichelli che sposerà poco dopo. Nel 1933 fu Peter Quince in Sogno di una notte di mezza estate di William Shakespeare, per la regia di Max Reinhardt, con Carlo Lombardi, Cele Abba, Giovanni Cimara, Nerio Bernardi, Rina Morelli, Sarah Ferrati, Cesare Bettarini, Ruggero Lupi, Luigi Almirante, Giuseppe Pierozzi, Memo Benassi, Evi Maltagliati ed Eva Magni a Firenze nel Giardino di Boboli, e Gruffagna nella prima assoluta di La rappresentazione di Santa Uliva di Ildebrando Pizzetti nel Chiostro Grande della basilica di Santa Croce a Firenze, con la Morelli, Bettarini, Benassi, Andreina Pagnani, Lupi, Lombardi, la Ferrati, Bernardi e Cimara, per la regia di Jacques Copeau.
Debuttò nel cinema muto con Emilio Graziani, ma la vera attività di attore cinematografico iniziò con la regia di Gennaro Righelli nella pellicola L'ultimo dei Bergerac, del 1934, il primo di una lunga carriera con oltre 150 film, che terminerà nel 1965.

## Filmografia

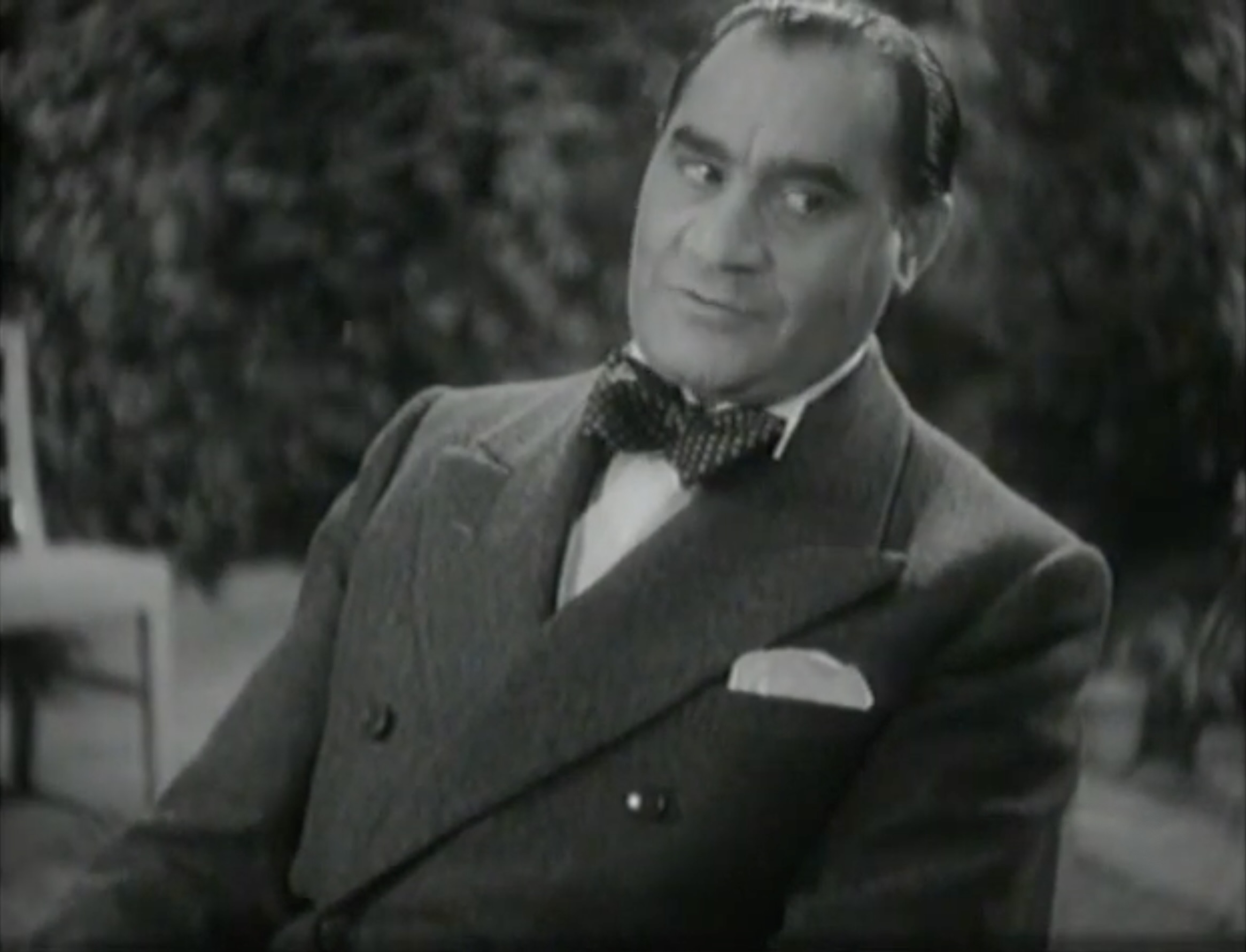
Armando Migliari in L'uomo che sorride (1936)

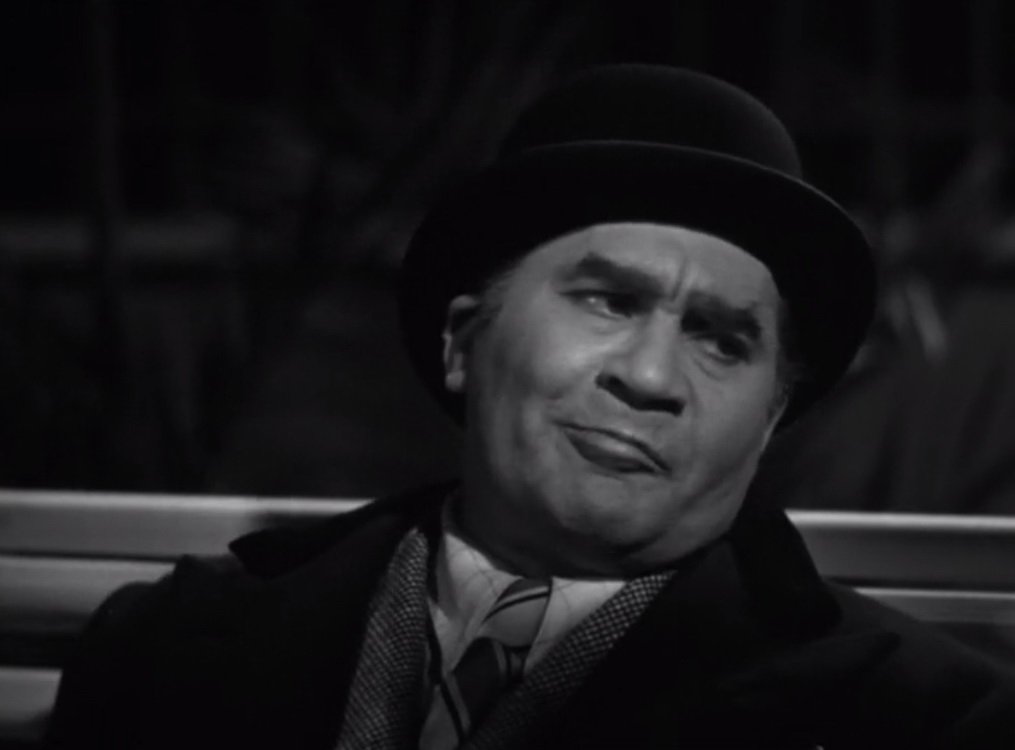
Armando Migliari in Imputato, alzatevi! (1939)

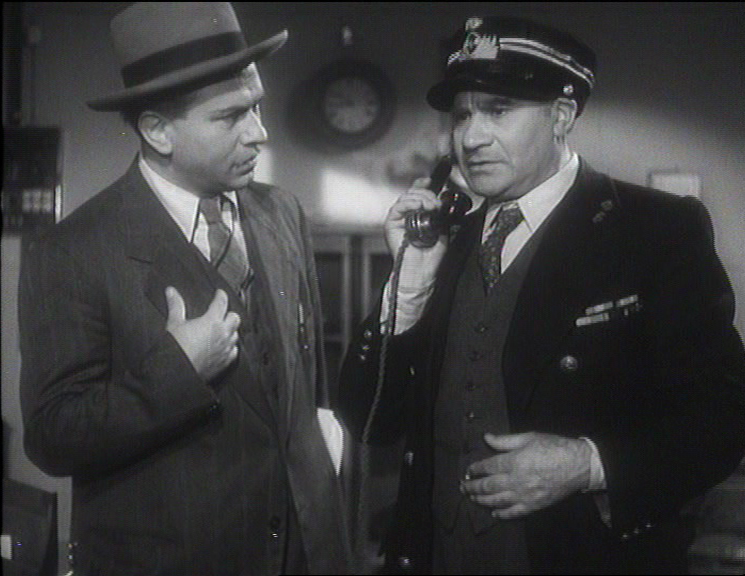
Armando Migliari, a destra, con Gino Cervi in 4 passi fra le nuvole (1942)

Armando Migliari, al centro, tra Franco Interlenghi e Giovanni Onorato in Don Camillo (1952)

- L'ultimo dei Bergerac, regia di Gennaro Righelli (1934)
- La damigella di Bard, regia di Mario Mattoli (1936)
- L'uomo che sorride, regia di Mario Mattoli (1936)
- Vivere!, regia di Guido Brignone (1937)
- I fratelli Castiglioni, regia di Corrado D'Errico (1937)
- Nina, non far la stupida, regia di Nunzio Malasomma (1937)
- Questi ragazzi, regia di Mario Mattoli (1937)
- Il conte di Bréchard, regia di Mario Bonnard (1937)
- Gli ultimi giorni di Pompeo, regia di Mario Mattoli (1937)
- Sono stato io!, regia di Raffaello Matarazzo (1937)
- Le due madri, regia di Amleto Palermi (1938)
- L'ha fatto una signora, regia di Mario Mattoli (1938)
- L'amor mio non muore!, regia di Giuseppe Amato (1938)
- Jeanne Doré, regia di Mario Bonnard (1938)
- I figli del marchese Lucera, regia di Amleto Palermi (1938)
- Ai vostri ordini, signora..., regia di Mario Mattoli (1938)
- Batticuore, regia di Mario Camerini (1939)
- Belle o brutte si sposan tutte..., regia di Carlo Ludovico Bragaglia (1939)
- Il barone di Corbò, regia di Gennaro Righelli (1939)
- Imputato, alzatevi!, regia di Mario Mattoli (1939)
- Due occhi per non vedere, regia di Gennaro Righelli (1939)
- Il marchese di Ruvolito, regia di Raffaello Matarazzo (1939)
- Napoli che non muore, regia di Amleto Palermi (1939)
- Bionda sottochiave, regia di Camillo Mastrocinque (1939)
- Retroscena, regia di Alessandro Blasetti (1939)
- In campagna è caduta una stella, regia di Eduardo De Filippo (1939)
- Piccolo hotel, regia di Piero Ballerini (1939)
- Eravamo sette vedove, regia di Mario Mattoli (1939)
- Lo vedi come sei... lo vedi come sei?, regia di Mario Mattoli (1939)
- Ricchezza senza domani, regia di Ferdinando Maria Poggioli (1940)
- Giù il sipario, regia di Raffaello Matarazzo (1940)
- Vento di milioni, regia di Dino Falconi (1940)
- Alessandro, sei grande!, regia di Carlo Ludovico Bragaglia (1940)
- La gerla di papà Martin, regia di Mario Bonnard (1940)
- Antonio Meucci, regia di Enrico Guazzoni (1940)
- La danza dei milioni, regia di Camillo Mastrocinque (1940)
- L'ispettore Vargas, regia di Gianni Franciolini (1940)
- La fanciulla di Portici, regia di Mario Bonnard (1940)
- Una romantica avventura, regia di Mario Camerini (1940)
- Maddalena... zero in condotta, regia di Vittorio De Sica (1940)
- La scuola dei timidi, regia di Carlo Ludovico Bragaglia (1941)
- Teresa Venerdì, regia di Vittorio De Sica (1941)
- L'ultimo ballo , regia di Camillo Mastrocinque (1941)
- Luna di miele , regia di Giacomo Gentilomo (1941)
- Se io fossi onesto, regia di Carlo Ludovico Bragaglia (1942)
- La bisbetica domata, regia di Ferdinando Maria Poggioli (1942)
- Catene invisibili, regia di Mario Mattoli (1942)
- Un garibaldino al convento, regia di Vittorio De Sica (1942)
- Luis Sanfelice, regia di Leo Menardi (1942)
- Soltanto un bacio, regia di Giorgio Simonelli (1942)
- Una volta alla settimana, regia di Ákos Ráthonyi (1942)
- Voglio vivere così, regia di Mario Mattoli (1942)
- La contessa Castiglione, regia di Flavio Calzavara (1942)
- Il romanzo di un giovane povero, regia di Guido Brignone (1942)
- Acque di primavera, regia di Nunzio Malasomma (1942)
- Giorno di nozze, regia di Raffaello Matarazzo (1942)
- Miliardi, che follia!, regia di Guido Brignone (1942)
- La fabbrica dell'imprevisto, regia di Jacopo Comin (1942)
- Labbra serrate, regia di Mario Mattoli (1942)
- Colpi di timone, regia di Gennaro Righelli (1942)
- Signorinette, regia di Luigi Zampa (1942)
- 4 passi fra le nuvole, regia di Alessandro Blasetti (1942)
- Stasera niente di nuovo, regia di Mario Mattoli (1942)
- Il viaggio del signor Perrichon, regia di Paolo Moffa (1943)
- Fuga a due voci, regia di Carlo Ludovico Bragaglia (1943)
- Maria Malibran, regia di Guido Brignone (1943)
- Giacomo l'idealista, regia di Alberto Lattuada (1943)
- 4 ragazze sognano, regia di Guglielmo Giannini (1943)
- L'amico delle donne, regia di Ferdinando Maria Poggioli (1943)
- Una piccola moglie, regia di Giorgio Bianchi (1943)
- I bambini ci guardano, regia di Vittorio De Sica (1944)
- Il fiore sotto gli occhi, regia di Guido Brignone (1944)
- La casa senza tempo, regia di Andrea Della Sabbia (1945)
- L'onorevole Angelina, regia di Luigi Zampa (1947)
- Cuore, regia di Duilio Coletti (1948)
- Il fiacre n. 13, regia di Mario Mattoli (1948)
- L'uomo dal guanto grigio, regia di Camillo Mastrocinque (1948)
- Ho sognato il paradiso, regia di Giorgio Pàstina (1949)
- Totò le Mokò, regia di Carlo Ludovico Bragaglia (1949)
- Duello senza onore, regia di Camillo Mastrocinque (1950)
- Santo disonore, regia di Guido Brignone (1950)
- Domani è troppo tardi, regia di Léonide Moguy (1950)
- La bisarca, regia di Giorgio Simonelli (1950)
- La taverna della libertà, regia di Maurice Cam (1951)
- Cameriera bella presenza offresi..., regia di Giorgio Pàstina (1951)
- Core 'ngrato, regia di Guido Brignone (1951)
- L'ultima sentenza, regia di Mario Bonnard (1951)
- È arrivato l'accordatore, regia di Duilio Coletti (1952)
- Don Camillo, regia di Julien Duvivier (1952)
- Totò a colori, regia di Steno (1952)
- Gli uomini non guardano il cielo, regia di Umberto Scarpelli (1952)
- Primo premio: Mariarosa, regia di Sergio Grieco (1952)
- Il cardinale Lambertini, regia di Giorgio Pàstina (1954)
- La tua donna, regia di Giovanni Paolucci (1954)
- Il conte di Matera, regia di Luigi Capuano (1957)
- Don Camillo monsignore... ma non troppo, regia di Carmine Gallone (1961)
- Appuntamento in Riviera, regia di Mario Mattoli (1962)
- Un'ombra su Maigret, regia di Mario Landi (1964)
- Il compagno Don Camillo, regia di Luigi Comencini (1965)

## Prosa televisiva Rai
- Giuseppe Verdi, regia di Mario Ferrero – miniserie TV, trasmessa da dicembre 1963 a gennaio 1964.